# 南達科他州州旗

南達科他州州旗

南達科他州州旗以蔚藍色為底，中央為該州州徽，其周圍環繞著由許多黃色三角形構成的太陽光芒圖案，上方有「南達科他」（South Dakota）字樣，下方則有該州暱稱「拉什莫爾山之州」（The Mount Rushmore State）。該州於1992年起採用了現今的設計。
2001年，在一項由北美旗幟協會進行的調查中，南達科他州州旗被評價為全北美第五差的州旗設計。該協會認為旗幟是圖像性的而不應包含過多文字，而南達科他州州旗上卻非如此，光是州名「South Dakota」字樣就在此旗幟出現了兩次。